# Angela Wiedl
Angela Wiedl (* 16. März 1967 in München) ist eine deutsche volkstümliche Schlagersängerin.

## Leben

### Kindheit und Jugend
Angela Wiedl wuchs in einer musikalischen Familie auf. Ihre Eltern Wilhelm (* 26. Oktober 1940; † 23. Januar 2017) und Irmengard (* 18. Dezember 1934; † 14. Juni 2019) waren bekannte Jodler, und ihr Bruder Richard Wiedl (* 10. März 1964) ist Opernsänger, ein Tenor.

### Beruflicher Werdegang
Mit zwölf Jahren stand sie mit den Original Chiemgau Buam auf der Bühne. Nach der Schule erlernte sie zunächst den Beruf der Steuerfachgehilfin. Ab 1981 war sie Sängerin beim Tegernseer Alpenquintett, mit dem sie sieben Alben veröffentlichte.
1991 erschien ihr erstes Solo-Album. Im Folgejahr nahm sie mit dem Titel Doch des Herzklopfen, des verdank i dir am Grand Prix der Volksmusik 1992 teil und erreichte den 12. Platz. Dadurch wurde sie überregional bekannt. Im gleichen Jahr erschien die Single Mama Theresa, in der sie die Friedensnobelpreisträgerin Mutter Teresa besang. Beim Grand Prix der Volksmusik 1995 war Angela Wiedl erneut mit Wo sind die Zigeuner geblieben vertreten und erreichte Platz 10. 1998 kam sie mit Wer die Heimat liebt auf Platz 14. 1996 belegte sie bei der deutschen Vorentscheidung zum Eurovision Song Contest gemeinsam mit Dalila Cernatescu (Panflöte) Platz 3. Ihr Lied Echos wurde von Ralph Siegel komponiert. Bei volkstümlichen Fernseh- und Rundfunkveranstaltungen ist sie häufiger zu Gast. Sie war mehrere Male Sieger der Superhitparade der Volksmusik. 2006 erschien ihr Album Ich glaube an Gott.
2008 erschien ihr Best of Album: „Herzlich Willkommen – Ihre schönsten Lieder zum 30-jährigen Bühnenjubiläum“. Seit dem 30. Mai 2008 ist das Angela Wiedl Album „Der Engel an deiner Seite“ im Handel. Dazu schrieb Angela Wiedl: „12 neue Lieder, die bestimmt Euere Herzen erfreuen werden, denn es sind Lieder, die Geschichten erzählen und vielleicht auch noch eine ganz neue Seite von mir zeigen“. Am 11. Juli 2008 trat Angela Wiedl im Bayerischen Fernsehen bei dem Wettbewerb Ein Lied für München auf, wo sie mit ihrem Titel München leuchtet den 1. Platz belegte.

### Persönliches
Angela Wiedl war bis 2007 mit Walter Schmidt verheiratet und hatte eine Tochter (* 27. März 2000; † 13. Juni 2005), die seit dem dritten Lebensjahr an ADEM litt, einer seltenen Erkrankung des zentralen Nervensystems. Sie starb an einer Gehirn-Embolie.
Am 18. September 2011 heiratete sie Uwe Erhardt (Mitglied der Gruppe Die Schäfer). Am 22. Juni 2012 kam eine gemeinsame Tochter zur Welt.

## Diskografie

### Studioalben mit dem Tegernseer Alpenquintett
- 1981: 20 Jahre Tegernseer Alpenquintett
- 1983: Goldene Volksmusik für alle
- 1985: Fang den Frohsinn ein
- 1985: Heut gibt’s an Gaudi
- 1987: Freu Dich am Leben
- 1989: Bei uns in Oberbayern
- 1990: Drum woll’n wir heute feiern
- 1991: Schenk mir Blumen jeden Tag

### Studioalben
- 1991: Santa Maria della Montagna
- 1992: Herzklopfen
- 1993: Fröhliche Weihnacht
- 1994: Servus Mama
- 1995: Vergelt’s Gott
- 1996: Manchmal hilft nur noch beten …
- 1997: Von Hirten, Leutln & Krumperhax Martinsbua
- 1998: Lieder für die Leute
- 1999: Lieder für die Leute – Second Edition
- 2001: Abschied von gestern
- 2004: Wenn’s der Herrgott so will
- 2006: Ich glaube an Gott
- 2006: Salve Regina
- 2007: Ich glaube an Gott – Special Edition
- 2008: Der Engel an deiner Seite
- 2010: A bisserl Herzklopfen
- 2011: Weihnachten ist das Fest der Liebe
- 2015: So nimm denn meine Hände
- 2020: Herzperlen

### Kompilationen
- 1993: Meine schönsten Lieder
- 1997: Meine allerschönsten Lieder
- 1999: So a Tag
- 1999: The Best Of
- 2000: Nur das Beste
- 2000: Weihnachten mit der Familie
- 2006: Ich denk an dich (3 CD-Box)
- 2007: Die großen Erfolge (4 CD-Box)
- 2008: Herzlich Willkommen – Best Of
- 2013: Sinfonie der Berge – Edelsteine der Volksmusik
- 2017: Mein Leben, meine Lieder – Das Beste
- 2017: Santa Maria della Montagna (3 CD-Box)
- 2022: Das Beste (5 CD-Box)

### Singles
- 1990: Schenk mir Blumen jeden Tag
- 1991: La storia della montagna
- 1991: Santa Maria della Montagna
- 1991: Monte Bianco
- 1992: Doch des Herzklopfen … des verdank i dir
- 1992: Mama Theresa
- 1992: Wenn der Berg dich ruft
- 1993: Sonntag
- 1993: So a Tag
- 1994: Wir sind hier zu Hause
- 1994: Servus Mama
- 1995: Wo sind die Zigeuner geblieben
- 1995: Das Lied vom Regenwald
- 1995: Aber heiraten däd i nur di
- 1996: Echos
- 1996: Erhalte was Gott uns geschenkt
- 1996: Nur irgendwohin
- 1997: Wie viel Sterne hat die Nacht
- 1997: Gott ist überall
- 1998: Weißt du eigentlich wie lieb ich dich hab
- 1998: Leo
- 1998: Aber du hast mi lieb
- 1998: Mamma Erde
- 1999: Ein Lied für die Leute (Remix ’99)
- 2000: Du bist da (Angelina)
- 2001: Was weiß ein Mann schon von einer Frau
- 2001: Du bist Frieden
- 2002: Ich leb nach Gefühl
- 2002: Wenn du kommst
- 2003: Ballerina
- 2004: Das Herz einer Mutter
- 2008: Der Engel an deiner Seite
- 2008: Meine kleine Freiheit
- 2010: A bisserl Herzklopfen
- 2010: Der liebe Gott der macht das schon
- 2011: Weihnachten ist das Fest der Liebe
- 2013: Manchmal möcht’ ich gern ein Vogel sein (Flieg mit mir)

## Preise und Ehrungen
- 1. Platz im Wettbewerb Mei Madl wird a Plattenstar der Münchner Zeitung Tz 1991
- 2. Platz im Vorentscheid zum Grand Prix der Volksmusik mit Doch des Herzklopfen … 16. Mai 1992
- Edelweiß 31. Oktober 1993
- Goldene Stimmgabel 1993
- Hermann-Löns-Medaille in Gold 1993
- Goldenes Mikrofon am 14. Juli 1993
- 1. Platz in der Jahreshitparade des ZDF mit dem Titel Mama Theresa 1994
- Erneut Verleihung Goldene Stimmgabel im Jahre 1994
- Hermann-Löns-Medaille in Silber 1994
- Echo Deutscher Schallplattenpreis 1994 als erfolgreichste deutsche Solo-Künstlerin
- 2. Platz beim Vorentscheid zum Grand Prix der Volksmusik am 25. Mai 1995 mit Wo sind die Zigeuner geblieben
- 3. Platz beim Vorentscheid zum Grand Prix Eurovision de la Chanson 1996 mit Echos
- 2. Platz in der Jahreshitparade des ZDF mit dem Titel Erhalt was Gott uns geschenkt
- Wahl zur Jahrhundert-Stimme im Jahr 1999 durch die Leser der Münchner Zeitung Tz
- 3. Platz beim Vorentscheid zum Grand Prix der Volksmusik 2007 am 17. Mai 2007 mit Das Lied der Heimat
- 1. Platz in der Sendung Ein Lied für München am 11. Juli 2008 mit dem Titel München leuchtet